# Знам'янка (Алчевський район)
Зна́м'янка — село в Україні, у Зимогір'ївській міській громаді Алчевського району Луганської області. Населення становить 15 осіб. До 2020 орган місцевого самоврядування — Слов'яносербська селищна рада.
Знаходиться на тимчасово окупованій території України. 
Відповідно до Розпорядження Кабінету Міністрів України від 12 червня 2020 року № 717-р «Про визначення адміністративних центрів та затвердження територій територіальних громад Луганської області» увійшло до складу Зимогір'ївської міської громади.

## Розташування
Знам'янка розташована на правому березі річки Сіверський Донець. На північ від населеного пункту, по руслу Сіверського Дінця, проходить лінія розмежування сил на Донбасі. Сусідні населені пункти: села Сокільники (вище за течією Сіверського Дінця) на заході, Сміле на півдні, Кряківка на півночі; Пришиб на південному сході, Червоний Лиман і селище Слов'яносербськ на південному сході (всі три нижче за течією Сіверського Дінця).

## Населення
Станом на 2001 рік, населення села налічувало 63 особи.
Розподіл населення за рідною мовою (2001).
| українська | російська |
| ---------- | --------- |
| 69.84%     | 30.16%    |